# IC 469
IC 469 ist eine Balken-Spiralgalaxie vom Hubble-Typ SBab im Sternbild Kepheus am Nordsternhimmel. Sie ist schätzungsweise 100 Millionen Lichtjahre von der Milchstraße entfernt und hat einen Durchmesser von etwa 65.000 Lichtjahren. Gemeinsam mit NGC 2268, NGC 2276, NGC 2300, IC 455, IC 499 und IC 512 u. a. bildet sie die NGC 2276-Gruppe.
Das Objekt wurde am 14. September 1890 vom britischen Astronomen William Frederick Denning entdeckt.